# MV Cape Ray (T-AKR-9679)
MV Cape Ray (T-AKR-9679) je americká kontejnerová a transportní loď typu roll-on/roll-off.
Loď byla postavena japonskou loděnicí Kawasaki Heavy Industries pro civilní společnost National Ship Co. ze Saúdské Arábie. Dokončena byla roku 1977 jako MV Seaspeed Asia (později MV Saudi Makkah). Roku 1993 byla prodána do USA, dne 1. února 1994 přejmenována na Cape Ray a upravena pro vojenské použití. Po zařazení do služby byla součástí rezervních sil a byla schopna aktivace do pěti dnů (v případě nasazení by sloužila v rámci Military Sealift Command). Roku 2013 dostala speciální vybavení pro ničení chemických zbraní, aby mohla být nasazena v Sýrii.

## Konstrukce
Pohonný systém tvoří dva diesely Kawasaki-MAN 14V 52/55A. Lodní šrouby jsou dva. Nejvyšší rychlost plavidla dosahuje 17,6 uzlu.